# Chartaria
Chartaria a fost un tip de horreum din epoca romană folosit pentru depozitarea și probabil vânzarea hârtiei.